# Linares (Spanje)
Linares is een gemeente in de Spaanse provincie Jaén in de regio Andalusië met een oppervlakte van 197 km². Linares telt 58.829 inwoners (1 januari 2016).
Het treinstation van de stad heet Linares-Baeza. Het is de bedoeling, dat in de toekomst de Spaanse hogesnelheidstrein tussen Madrid en Jaén hierlangs rijdt. Of die trein er ook zal stoppen, is nog onbekend.
De in 2011 opgeheven Spaanse autofabrikant Santana Motor S.A. was hier gevestigd. Een voormalige suikerfabrikant heeft in de stad een raffinaderij van biodiesel gevestigd.
Sinds 1978 wordt er in Linares jaarlijks een belangrijk schaaktoernooi georganiseerd.
Linares staat bekend om de aanwezige loodmijnen, het mineraal linariet heeft zijn naam te danken aan deze gemeente.
Flamencozangeres Carmen Pacheco Rodríguez (1951) is in Linares geboren en noemt zich Carmen Linares, naar haar geboortedorp.

## Demografische ontwikkeling
Bron: INE; 1857-2011: volkstellingen
Opm.: Aanhechting van Tobaruela (1877)